# Roger Landy
 (mai 2017).
Roger Landy, né le 2 juin 1933 à Mûr-de-Bretagne (Côtes-d'Armor), est un parolier, écrivain, et directeur de théâtre français.

## Biographie
Né Roger Félix Cotte, le 2 juin 1933 à Mûr-de-Bretagne, Roger Landy se produit dès l’adolescence pour des tours de chant dans les cabarets montmartrois et pour les attractions cinéma. En 1956, il joue 5 ans au théâtre de l’ABC aux côtés de Jean Richard, Annie Cordy, Patachou, Michel Simon, Ginette Leclerc, Raymond Souplex etc. Suivi d’une année au théâtre de l'Européen avec Roger Nicolas comme partenaire.
Parallèlement, Roger Landy écrit et enregistre plus de 140 chansons.
En 1962, il quitte la scène et prend la direction du music-hall Pacra pour 5 ans. À partir de 1967, il entre dans le domaine culturel du ministère de la culture. La même année, il devient administrateur général de l’Orchestre Pasdeloup et y restera 25 ans; et administre parallèlement la Maison de la culture de Créteil pendant 2 ans.
En 1969, il devient administrateur général du Centre national lyrique et chorégraphique (regroupant le Ballet-Théâtre contemporain et le Théâtre musical d’Angers) fondés par Jean-Albert Cartier  travaillant pour les créations de György Ligeti, Karlheinz Stockhausen, Luciano Berio, Bernard Parmegiani, et du Festival d’Anjou.
En 1977, il fonde la Maison de la culture d’Angers qu’il dirige jusqu’à sa fermeture en 1985. Toujours à Angers, il est l’initiateur de l’Automne Chorégraphique, du festival Musique et Cinéma (avec Alain Lacombe), faisant venir Miklós Rózsa, Georges Delerue, Pierre Jansen ou Ennio Morricone etc.
Pendant cette activité professionnelle, Roger Landy continue d’écrire des livres pour la jeunesse et crée des jeux de société (L’abeille et les fleurs; Le chat et les souris, tous deux édités chez Fernand Nathan).
Il est le père du scénariste de bandes dessinées, historien du cinéma d'animation et illustrateur Olivier Cotte.

### Chansons (liste partielle)
- Tu n’as pas le droit (interprétée par John Williams), 1958.
- Dans tes yeux (interprétée par Maria Lopez), 1958.
- Les poupées de Peynet[3] (Musique: Daniel White; interprétée par Marcel Amont, puis par Sophie Darel), 1959.
- La vendeuse de chance (Musique: Georges Alloo; interprétée par Sandra), 1961.
- À chat Siné (interprétée par Jean Constantin), 1961.
- Spiritual twist (interprétée par Maguy Marshall), 1962.
- Les petits rats (musique: Bob du Pac; interprétée par Danyel Gérard), 1966.

### Scénariste
- Monsieur TiVi, série de 100 épisodes en animation, réalisateur Vivian Miessen.
- L’escargot[4], série de 100 épisodes en animation, réalisateur Vivian Miessen.

### Comédies musicales
- Le vent tourbillon[5],[6], 1984. Musique Claude Bolling; mise en scène de Michael Lonsdale.
- Le petit sapin bleu[7], 2015. Musique Michel Frantz.

## Décorations
- Chevalier de l'ordre des Arts et des Lettres (1998)